# Drosanthemum albiflorum
Drosanthemum albiflorum är en isörtsväxtart som först beskrevs av L. Bol., och fick sitt nu gällande namn av Schwant. Drosanthemum albiflorum ingår i släktet Drosanthemum och familjen isörtsväxter. Inga underarter finns listade i Catalogue of Life.